# إيرين بومان
إيرين بومان (بالإنجليزية: Erin Bowman)‏ هي مغنية ومغنية مؤلفة وملحنة أمريكية، ولدت في 11 أغسطس 1990 في بلدة هاميلتون ‏ في الولايات المتحدة.

## وصلات خارجية
- الموقع الرسمي